# Наблюдатель (телесериал)
«Наблюдатель» (англ. The Watcher) — американский сериал, созданный Райаном Мерфи и Иэном Бреннаном. Премьера состоялась 13 октября 2022 года на Netflix. Сначала задумывался как мини-сериал, но в ноябре 2022 года был продлён на второй сезон.

## Сюжет
Сюжет сериала основан на реальных событиях. Супружеская пара с двумя детьми после переезда в дом мечты в Уэстфилде, Нью-Джерси начинает получать пугающие письма от сталкера по имени «Наблюдатель».

## В ролях

### Главные роли
- Наоми Уоттс — Нора Брэннок
- Бобби Каннавале — Дин Брэннок
- Исабел Гравитт — Элли Брэннок
- Люк Дэвид Блум — Картер Брэннок
- Дженнифер Кулидж — Карен Кэлхоун
- Марго Мартиндейл — Морин «Мо»
- Ричард Кайнд — Митч
- Миа Фэрроу — Пэрл Уинслоу
- Терри Кинни — Джаспер Уинслоу
- Кристофер Макдональд — детектив Рурк Чемберленд
- Нома Думезвени — Теодора Бёрч
- Джо Мантелло — Уильям «Билл» Вебстер / Джон Графф
- Генри Хантер Холл — Дакота

### Второстепенные роли
- Майкл Нури — Роджер Каплан
- Дэнни Гарсия — Стив
- Сет Гейбл — Эндрю Пирс
- Сьюзан Мерсон — Тэмми
- Сет Барриш — Джек
- Патриция Блэк — Марджори

## Список эпизодов

### Сезон 1 (2022)
| № общий | № в сезоне | Название                                                    | Режиссёр       | Автор сценария                                    | Дата премьеры   |
| ------- | ---------- | ----------------------------------------------------------- | -------------- | ------------------------------------------------- | --------------- |
| 1       | 1          | «Добро пожаловать, друзья» «Welcome, Friends»               | Райан Мерфи    | Райан Мерфи и Иэн Бреннан                         | 13 октября 2022 |
| 2       | 2          | «Кровавая жертва» «Blood Sacrifice»                         | Пэрис Баркли   | Райан Мерфи и Иэн Бреннан                         | 13 октября 2022 |
| 3       | 3          | «Гибель богов» «Götterdämmerung»                            | Райан Мерфи    | Райан Мерфи и Иэн Бреннан                         | 13 октября 2022 |
| 4       | 4          | «Кто-то, кто присмотрит за мной» «Someone to Watch Over Me» | Пэрис Баркли   | Райан Мерфи и Иэн Бреннан                         | 13 октября 2022 |
| 5       | 5          | «Бритва Оккама» «Occam's Razor»                             | Дженнифер Линч | Райан Мерфи и Иэн Бреннан                         | 13 октября 2022 |
| 6       | 6          | «Глоуминг» «The Gloaming»                                   | Макс Уинклер   | Иэн Бреннан и Райлли Смит                         | 13 октября 2022 |
| 7       | 7          | «Призраки» «Haunting»                                       | Дженнифер Линч | Райан Мерфи,Райлли Смит,Тодд Кубрак и Иэн Бреннан | 13 октября 2022 |

## Критика
Сериал получил неоднозначные отзывы критиков